# 大矢部温泉
大矢部温泉（おおやべおんせん）は、神奈川県横須賀市（旧相模国）にある温泉。三浦半島では市街地やその周辺に温泉が点在しているが、大矢部温泉も市街地に湧出する温泉のひとつである。うなぎ料理店の地階に浴場があり、注文を待つあいだに入浴できることで知られたが、2010年現在、浴場は休止中。希望者には温泉水の無料配布が実施されている。

## 泉質
- ナトリウム－塩化物･炭酸水素塩冷鉱泉
- 源泉温度 - 18.1℃

## 温泉街
- うなぎと和の食「うな萩」の館内地下が浴場となっており、食事客以外も利用できる立寄り湯として営業していたが、2010年現在、浴場は休止中。すでに市街化が進んだ場所で新たに掘削された温泉であり、いわゆる温泉街は形成されていない。

## アクセス
- 北久里浜駅（京急久里浜線）より徒歩15分。
- 北久里浜駅よりバス10分、大矢部三丁目バス停下車、徒歩1分。
- 横浜横須賀道路衣笠ICを降り衣笠城址前T字路を右折、トンネルを抜けて久里浜方面に直進。